# Ctenomys dorbignyi
Туко-туко д'Орбіньї (Ctenomys dorbignyi) — вид гризунів родини тукотукових, який зустрічається в північно-східній Аргентині в провінції Корріентес. 